# Barbara Roth
Barbara Roth (* 1956) ist eine Schweizer Richterin und ehemalige Politikerin (SP). Sie gehörte von 1993 bis 2012 dem Grossen Rat des Kantons Aargau an.

## Wirken
Barbara Roth stammt aus Erlinsbach und gehörte dem Parlament des Kantons ab April 1993 an. Im Amtsjahr 2003/04 war sie Präsidentin des Grossen Rates. Nach der Wahl zur Richterin am Familiengericht in Aarau trat sie Anfang Juli 2012 zurück. Roth war vor allem in der Sozial- und Gesundheitspolitik engagiert, konnte jedoch in 19 Jahren eine flächendeckende Einführung der familienergänzenden Kinderbetreuung nicht durchsetzen.
Aus Versehen lud sie als Präsidentin im Frühjahr 2004 Grossratskollegen zur Besichtigung des Regierungsrats-Kommandopostens in Gränichen ein. Der Standort des Bunkers war damals noch geheim. Roth wurde mit dem Vizepräsidenten Thomas Lüpold vor das Divisionsgericht geladen und kassierte von Armeechef Christophe Keckeis einen schriftlichen Verweis.

## Belege
1. 1 2  Manuel Bühlmann: Barbara Roth: «Früher gab es im Grossen Rat viel weniger Gehässigkeiten» (mit Foto). In: Aargauer Zeitung vom 4. Juli 2012; abgerufen am 22. März 2025.
2. ↑  sda: Aargauer SP-Grossrätin Barbara Roth tritt zurück. In: TagesWoche vom 3. Juli 2012; abgerufen am 22. März 2025.
3. ↑  Historische Gesellschaft des Kantons Aargau (Hrsg.): Zeitgeschichte Aargau 1950–2000. Hier und Jetzt, Zürich 2021, ISBN 978-3-03919-510-7. S. 217.

| Personendaten    | Personendaten                            |
| ---------------- | ---------------------------------------- |
| NAME             | Roth, Barbara                            |
| KURZBESCHREIBUNG | Schweizer Politikerin (SP) und Richterin |
| GEBURTSDATUM     | 1956                                     |